# Lolo Uat
Der Lolo Uat (Uat) ist ein 830 m hoher Berg in Osttimor. Er befindet sich in der Aldeia Uat, im Südosten des Sucos Ritabou (Verwaltungsamt Maliana, Gemeinde Bobonaro). Westlich erhebt sich im Suco Raifun der Matuloun (1030 m). Zwischen den beiden Gipfeln fließt der Anasola, eine Zufluss des Marobo. Östlich des Lobo Uats fließt ein Nebenarm des Anasolas.
Südlich des Lolo Uats liegt der Friedhof von Uat.